# 交城站
交城站位于中华人民共和国山西省吕梁市交城县夏家营镇贾家寨村，是太中银铁路上的火车站，2011年1月9日正式营运，由中国铁路太原局集团管辖。

## 車站周邊
- 太汾高速公路

## 歷史
- 2011年1月9日正式营运。

## 外部連結
- 中国铁路客户服务中心（页面存档备份，存于）